# Shaun Maloney
Shaun Richard Maloney (ur. 24 stycznia 1983 w Miri) – szkocki piłkarz, grający na pozycji napastnika lub ofensywnego pomocnika.

## Kariera klubowa
Maloney urodził się w mieście Miri w Malezji i spędził tam pierwsze 4,5 roku swojego życia. Wtedy to rodzina przeniosła się w rodzinne strony matki Shauna, do szkockiego Aberdeen. Jako młody chłopak Maloney przejawiał duże zainteresowanie sportem, przede wszystkim piłką nożną oraz tenisem. W wieku 10 lat trafił do Kincorth Boys' Club, w wieku 12 lat przeniósł się do Culter Boys' Club. Kolejnym klubem Shauna był Albion Boys' Club, do którego trafił mając lat 14.
W 1999 roku Maloney został adeptem szkółki piłkarskiej Celtic F.C., jednego z najbardziej utytułowanych zespołów w kraju. Do pierwszego zespołu został włączony w sezonie 2000/2001, a w Scottish Premier League zadebiutował 29 kwietnia 2001 w wygranym 3:0 na Ibrox Stadium meczu z Rangers F.C. W Celticu do końca sezonu rozegrał jeszcze 3 mecze i został po raz pierwszy w karierze mistrzem Szkocji. W sezonie 2001/2002 zdobył 5 goli (swojego pierwszego 15 września w wygranym 4:0 wyjazdowym meczu z Dundee F.C.) w 16 meczach (na ogół jako rezerwowy) i po raz drugi został mistrzem kraju. W sezonie 2002/2003 nie obronił z Celtikiem mistrzostwa kraju, zajął z nim 2. miejsce i zdobył 3 gole w lidze. W mistrzowskim dla Celticu sezonie 2003/2004 był już częściej podstawowym zawodnikiem drużyny, jednak po rozegraniu 17 meczów doznał kontuzji więzadeł krzyżowych i na boisku pojawił się dopiero w końcówce sezonu 2004/2005, gdy rozegrał 2 mecze i nie miał wielkiego udziału w wywalczeniu wicemistrzostwa kraju. W sezonie 2005/2006 Maloney był już członkiem pierwszego składu Celticu. Zdobył 13 bramek, uzyskał aż 28 asyst i walnie przyczynił się do wywalczenia swojego czwartego w karierze mistrzostwa Szkocji. Dobra postawa została uhonorowana nagrodami dla Najlepszego Piłkarza Szkocji Sezonu, Najlepszego Młodego Piłkarza Szkocji oraz Najlepszego Piłkarza Celticu wybranego przez fanów klubu.
Latem 2006 Maloney doznał kontuzji, jednak wrócił do składu na mecz Ligi Mistrzów z Manchesterem United, który to angielski klub wygrał 3:2. Kontrakt Maloneya wygasał przy końcu sezonu 2006/2007, toteż kierownictwo klubu zaproponowało Shaunowi nowy, jednak zawodnik nie przyjął nowych warunków. W ostatnim dniu zimowego okna transferowego, 31 stycznia 2007 Maloney podpisał kontrakt z Aston Villą, która zapłaciła za niego milion funtów. W Premier League Shaun zadebiutował 10 lutego w przegranym 0:2 meczu z Reading F.C. Tegorocznego lata Maloney, powrócił do swojego "starego dobrego" klubu, w którym zaczynał karierę za 3,5 mln funtów.
31 sierpnia 2011 roku podpisał trzyletni kontrakt z Wigan Athletic.
| Sezon   | Klub           | Kraj              | Rozgrywki                         | Mecze | Bramki |
| ------- | -------------- | ----------------- | --------------------------------- | ----- | ------ |
| 2000/01 | Celtic F.C.    | Szkocja           | Scottish Premier League           | 4     | 0      |
| 2001/02 | Celtic F.C.    | Szkocja           | Scottish Premier League           | 16    | 5      |
| 2002/03 | Celtic F.C.    | Szkocja           | Scottish Premier League           | 20    | 3      |
| 2003/04 | Celtic F.C.    | Szkocja           | Scottish Premier League           | 17    | 5      |
| 2004/05 | Celtic F.C.    | Szkocja           | Scottish Premier League           | 2     | 0      |
| 2005/06 | Celtic F.C.    | Szkocja           | Scottish Premier League           | 36    | 13     |
| 2006/07 | Celtic F.C.    | Szkocja           | Scottish Premier League           | 9     | 0      |
| 2006/07 | Aston Villa    | Anglia            | Premier League                    | 8     | 1      |
| 2007/08 | Aston Villa    | Anglia            | Premier League                    | 22    | 4      |
| 2008/09 | Celtic F.C.    | Szkocja           | Scottish Premier League           | 21    | 4      |
| 2009/10 | Celtic F.C.    | Szkocja           | Scottish Premier League           | 10    | 4      |
| 2010/11 | Celtic F.C.    | Szkocja           | Scottish Premier League           | 21    | 5      |
| 2011/12 | Celtic F.C.    | Szkocja           | Scottish Premier League           | 3     | 0      |
| 2011/12 | Wigan Athletic | Anglia            | Premier League                    | 13    | 3      |
| 2012/13 | Wigan Athletic | Anglia            | Premier League                    | 36    | 6      |
| 2013/14 | Wigan Athletic | Anglia            | Championship                      | 12    | 3      |
| 2014/15 | Wigan Athletic | Anglia            | Championship                      | 12    | 2      |
| 2015    | Chicago Fire   | Stany Zjednoczone | Major League Soccer               | 14    | 3      |
| 2015/16 | Hull City      | Anglia            | Championship                      | 20    | 1      |
| 2016/17 | Hull City      | Anglia            | Premier League                    | 9     | 2      |
|         |                |                   | Łącznie w Scottish Premier League | 159   | 39     |
|         |                |                   | Łącznie w Premier League          | 88    | 16     |
|         |                |                   | Łącznie w Championship            | 44    | 6      |

## Kariera reprezentacyjna
Shaun mógł wybierać, czy będzie występował w reprezentacji Szkocji, reprezentacji Malezji, czy reprezentacji Irlandii. Ostatecznie wybrał tę pierwszą i karierę reprezentacyjną rozpoczął od występów w młodzieżowej drużynie U-21, w której rozegrał 20 meczów i zdobył 6 goli.
W pierwszej reprezentacji Szkocji Maloney zadebiutował 8 października 2005 w przegranym 0:1 meczu z Białorusią, rozegranym w ramach eliminacji do Mistrzostw Świata w Niemczech. Po przerwie zmienił wówczas Iana Murraya. W tym samym roku wystąpił także w towarzyskim meczu z USA, zremisowanym 1:1.
W sierpniu 2011 ponownie trafił do Anglii do klubu Wigan Athletic.

## Sukcesy
- Mistrzostwo Szkocji: 2001, 2002, 2004, 2006 z Celtikiem
- Puchar Szkocji: 2004 z Celtikiem
- Puchar Ligi Szkockiej: 2006 z Celtikiem
- Najlepszy Piłkarz Sezonu Ligi Szkockiej: 2006
- Najlepszy Młody Piłkarz Sezonu Ligi Szkockiej: 2006